# Деларю, Михаил Данилович (депутат)
Михаил Данилович Деларю (1867—1912) — депутат Государственной думы I созыва от Харьковской губернии.

## Биография
Дворянин, православного вероисповедания. Окончил Харьковское реальное училище и Харьковский технологический институт со званием инженера-технолога. С 1895 член Харьковской губернской земской управы. Гласный Волчанского и Змиевского уездных и Харьковского губернских земских собраний. Член уездного и губернского училищных советов. В 1904—1905 участвовал в съездах земских и городских деятелей. Землевладелец.
27 марта 1906 избран в Государственную думу I созыва от общего состава выборщиков Харьковского губернского избирательного собрания. Входил в Конституционно-демократическую фракцию, но не поддерживал требование о принудительном отчуждения частновладельческих земель. Член Комиссии по исполнению государственной росписи доходов и расходов. Всего Деларю подписал 8 запросов правительству. В том числе в трёх запросах он требовал амнистии и отмены смертной казни, которую выносили военные суды. Совместно с М. М. Ковалевским подписал запрос о незаконности правительственного декларации от 20 июня 1906 г., которая излагала принципы аграрной реформы, противоречащие предложениям Думы. Совместно Г. М. Линтваревым и И. А. Оранским выступил с заявлением о препятствиях, чинимых в общении избирателей со своими депутатами. Деларю также подписал запрос М. М. Ковалевского министру внутренних дел и военному министру о нападении казаков нескольких станиц на ингушский аул Яндырка (ныне село Яндаре, Республика Ингушетия) на основе телеграммы от уполномоченных ингушского народа.
10 июля 1906 года в г. Выборге подписал «Выборгское воззвание». На процессе по делу о «Выборгском воззвании» единственный из харьковских депутатов-выборжцев дал показания. Он был вынужден заявить, что его желание возбудить протест против роспуска Думы было «нецелесообразно». Был осуждён, как и другие участники процесса, по ст. 129, ч. 1, п. п. 51 и 3 Уголовного Уложения, приговорён к 3 месяцам тюрьмы и лишён права быть избранным. После трёхмесячного заключения в тюрьме отстранён от всякой общественной деятельности и от земского дела.
Скончался в 1912 году.